# برشت (رومانی)
شهر برشت (به رومانیایی: Bereşti) در شهرستان گلتس در کشور رومانی واقع شده‌است. جمعیت این شهر ۳٬۹۲۶ نفر  است.